# Seichin
Seichin (十戦) é um kata do caratê, criado depois da morte do fundador do estilo Uechi-ryu. A realização da empreitada coube a um grupo dos alunos veteranos liderados por Seiki Itokazu.

## Características
Os seis primeiros kyodo lembram muito o kata Sanchin.[carece de fontes?]